# 玫胸白斑翅雀
玫胸白斑翅雀（学名：Pheucticus ludovicianus）是美洲雀科一种大型鸣禽，它在北美冷温带哺育，冬季时迁徙到美洲热带区域。

## 描述

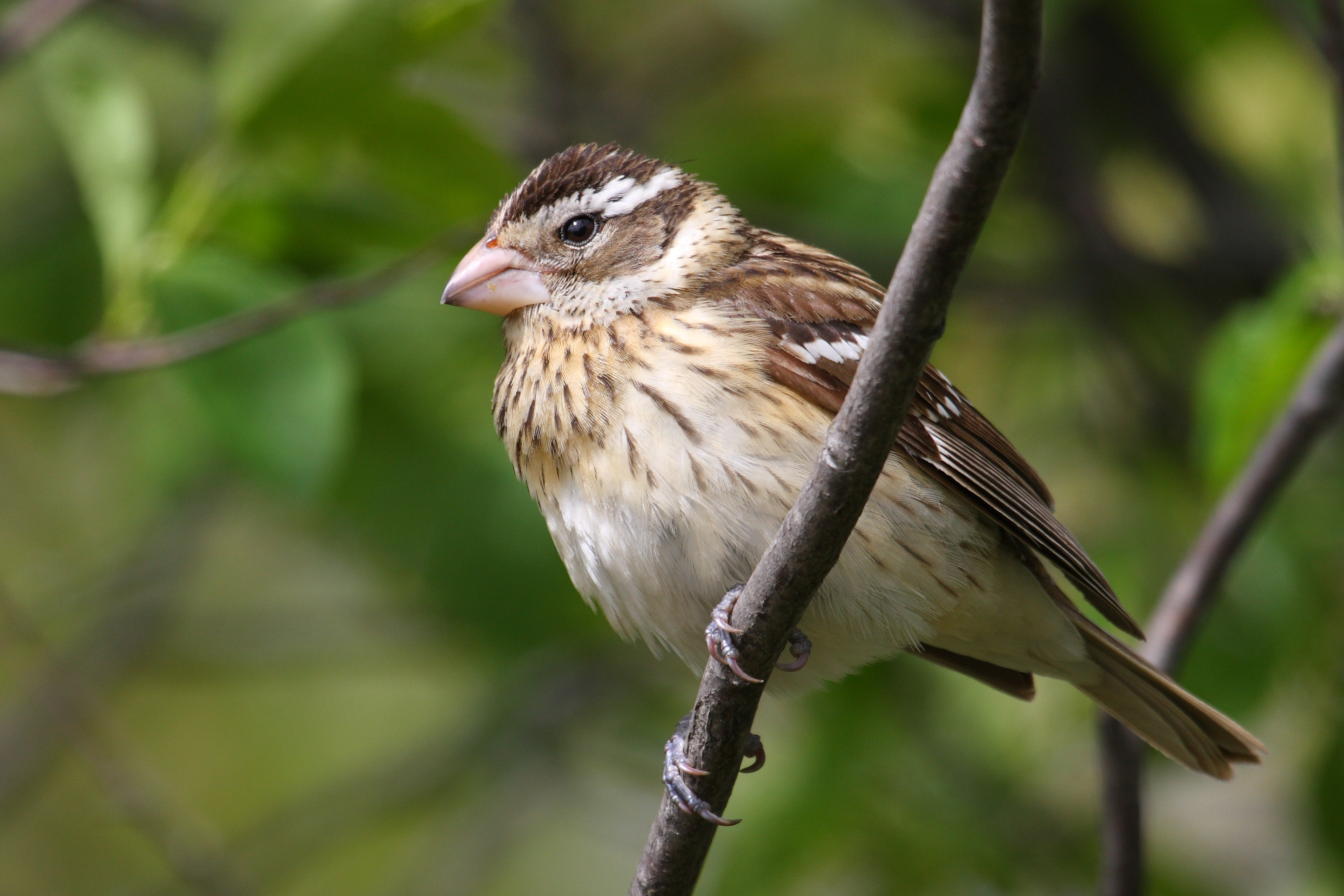
成熟雌性玫胸白斑翅雀

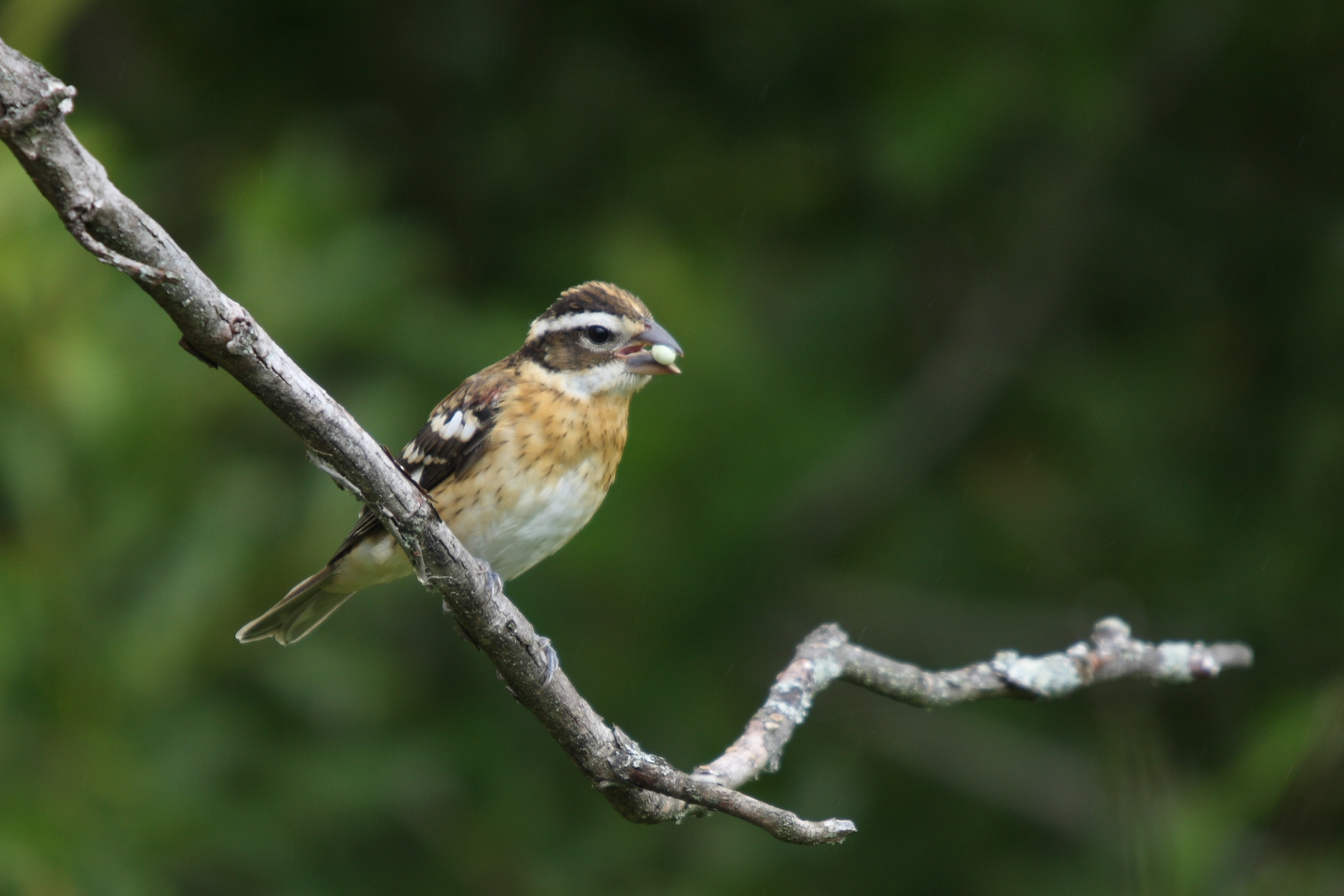
未成熟雄性玫胸白斑翅雀

成鸟长度为18-19厘米，平均重量为45-47克。双性的喙均为微黑的角质，脚和眼睛为黑色。
成熟雄性繁殖期有黑色头、翅膀、背部和尾巴。胸口有一块明亮的玫瑰色斑块。翅膀有两个白色斑块和玫瑰色线。腹部为白色。非繁殖期雄性腹部、眉纹和脸颊均为白色。背部的羽毛有褐色条纹，翅膀的羽毛是白色的，外观呈鳞片状。
成熟雌性上半身为暗灰色，翅膀和尾巴为暗色，眉纹为白色，头部上方有浅黄色条纹，腹部为白色带有黑色条纹，除了腹部中间有一块浅黄色区域。翅膀为黄色，翅膀上半部分和夏季的雄性一样有两个白色斑块。幼鸟与雌性相似，条纹不太突出，喉部和胸部为粉黄色。1岁后的雄性幼鸟几乎和成鸟冬季羽毛一样，只是尾巴仍为棕色。

## 脚注
1. 1 2  Stiles & Skutch (1989), Hilty (2003)
2. ↑  Olson et al. (1981), Stiles & Skutch (1989), Hilty (2003).
3. ↑  Stiles & Skutch (1989)